# Eomactator
Eomactator Petrunkevitch, 1958 è un genere di ragni fossili appartenente alla famiglia Gnaphosidae.

## Caratteristiche
Genere fossile risalente al Paleogene. I ragni sono costituiti da parti molli molto difficili da conservare dopo la morte; infatti i pochi resti fossili di aracnidi sono dovuti a condizioni eccezionali di seppellimento e solidificazione dei sedimenti.

## Distribuzione
Le 4 specie sono state rinvenute in alcune ambre baltiche.

## Tassonomia
Dal 2011 non sono stati esaminati altri esemplari, né sono state descritte sottospecie al 2016.
A marzo 2016, di questo genere fossile sono note quattro specie:
- Eomactator hamatus Wunderlich, 2011 †, Paleogene
- Eomactator hirsutipes Wunderlich, 2011 †, Paleogene
- Eomactator mactatus Petrunkevitch, 1958[2] †, Paleogene
- Eomactator obscurior Wunderlich, 2011 †, Paleogene